# Ашвамедха
Ашваме́дха (санскр. अश्वमेध; IAST: aśvamedhá; «жертвоприношение коня») — одно из наиболее важных царских жертвоприношений ведийской религии, детально описываемое в «Яджурведе». В «Ригведе» содержится упоминание о ашвамедхе, но, в отличие от «Яджурведы», отсутствует полное описание ритуала.

## Описание
Ашвамедху имели право проводить только раджи. Целью ашвамедхи являлось обретение силы и славы, власти над соседними провинциями, а также общее благосостояние царства.
В жертву приносили коня в возрасте старше 24 лет. После ритуального окропления водой жрецы адхварью шептали ему на ухо мантры. Затем проводилось ритуальное убийство собаки, символизировавшее наказание грешникам. После этого жеребца отпускали в северо-восточном направлении и оставляли его скитаться в течение одного года. Любой, попытавшийся остановить коня, подвергался ритуальному проклятию. Конь и его скитания ассоциировались с солнцем и его движением в течение года. Коня постоянно сопровождали 100 юношей, родственников царя и высшей аристократии. В их обязанности входило охранять коня при всех обстоятельствах. Цари земель, по которым он проходил, должны были либо признать себя вассалами совершающего ашвамедху царя, либо сразиться с ним. Одновременно с этим во дворце царя непрерывно проводился ряд ведийских ритуалов.
Ряд церемоний проводился и после возвращения коня. Под декламацию ригведийских мантр жертвенного жеребца вместе с тремя другими конями запрягали в покрытую золотом колесницу, заводили в воду и подвергали ритуальному омовению. После этого главная царица вместе с двумя другими жёнами царя смазывали жеребца гхи (топлёным маслом) и украшали его голову, шею и хвост золотыми украшениями. Затем проводивший жертвоприношение брахман предлагал коню остатки вечернего приношения зерна.
После этого конь, безрогий козёл и дикий бык привязывались к столбам около жертвенного огня, а семнадцать других животных привязывались к коню. Большое число животных (согласно «Яджурведе» — 609), как домашних, так и диких, привязывались к другим столбам на арене жертвоприношения. После этого жеребец подвергался ритуальному убиению и главная царица начинала призывать других жён царя к милосердию. Царицы обходили вокруг жеребца, декламируя мантры. В течение следующей ночи главная жена царя имитировала копуляцию с мёртвым жеребцом, в то время как другие царицы ритуально сквернословили.
На следующее утро жрецы-брахманы, декламируя стих дадхикра из «Ригведы», проводили ритуал встречи главной жены царя после того, как она провела ночь с конём. Стих дадхикра использовался в ведийских ритуалах для очищение после сквернословия.
Три царицы с помощью сотен золотых, серебряных и медных игл отмечали линии на теле жеребца, по которым он должен был препарироваться. После этого туша коня рассекалась на части и его мясо поджаривалось. Разные части туши жеребца с криками сваха! предлагались определённым божествам и персонифицированным понятиям. Ашвастути или восхваление коня содержится в «Ригведе» и завершается следующими словами:
Пусть боевой конь принесёт нам прекрасных коров, прекрасных коней,
Детей мужского пола, а также богатство, кормящее всех!
Пусть Адити создаст нам безгрешность!

Пусть конь, сопровождаемый жертвенным возлиянием, добудет нам власть!
Часть из добычи, полученной во время годовых скитаний жеребца, использовалась для награждения брахманов, совершивших яджну. Добыча, полученная на востоке, отдавалась священникам хотар, в то время как адхварью получал в награду одну из дочерей царя и его четвёртую по значимости жену.
В «Шатапатха-брахмане» подчёркивается царская природа ашвамедхи и утверждается, что «ашвамедха есть всё».

## Исторические примеры
Правивший в 272—232 годах до н. э. император Ашока из династии Маурьев провозгласил государственной идеологией буддизм и прекратил практику кровавых жертвоприношений, в том числе связанную с легитимностью царской власти ашвамедху. Последующие Маурьи, несмотря на требования индуистского окружения, также не проводили ашвамедху. После падения династии Маурья в 185 году до н. э. ашвамедху совершил Пушьямитра Шунга.
Исторически документированная ашвамедха была проведена Самудрагуптой I около 380 года. В ознаменование данного события были отчеканены золотые монеты и царь Самудрагупта получил титул «махараджадхираджа».
Позднее были проведены ещё несколько яджн, одна из них раджей Каннауджа в XII веке. Эта яджна, однако, так и не была доведена до конца, чему помешал Притхвирадж Чаухан. Последняя ашвамедха, по всей видимости, состоялась в 1716 году. Её совершил раджпутский князь Савай Джай Сингх II из Амбера.

### «Рамаяна» и «Махабхарата»
Ашвамедхи описываются в санскритских эпосах «Рамаяне» (кн.1, гл.12—14) и «Махабхарате» (кн.14, гл.86-91).
В «Махабхарате» описывается жертвоприношение, совершённое царём Юдхиштхирой. Его братья сопровождали коня во время его странствий по соседним царствам. Арджуна победил всех царей, отказавшихся подчиниться власти Юдхиштхиры. В «Махабхарате» утверждается, что ашвамедха была проведена Юдхиштхирой в точном согласии со всеми правилами и предписаниями Вед.
В «Рамаяне» содержится описание ашвамедхи, совершённой отцом Рамы царём Дашаратхой. Там также утверждается, что ритуал был проведён в строжайшем соответствии с ведийскими предписаниями. Главная жена Дашаратхи Каусалья обходит вокруг коня, ритуально пронзает его тушу тремя ножами и проводит с ним ночь. В завершении ритуала Дашаратха символически отдаёт других своих жён председательствовавшим на яджне жрецам, которые возвращают их ему в обмен на дорогие подарки (1.14.35).
В конце эпоса приводится описание ещё одного ритуала ашвамедха, совершённого при совсем других обстоятельствах. У Рамы была единственная жена Сита, которая находилась в изгнании и на церемонии была символически представлена золотой статуей. Сита в это время жила в лесном ашраме риши Валмики со своими сыновьями-близнецами, Лавой и Кушей, о существовании которых Рама ничего не знал. Во время своих странствий жертвенный конь в сопровождении армии под предводительством Ханумана входит в лес, в котором проживала Сита со своими сыновьями, и встречает там Лаву. Лава игнорирует предупреждение на табличке на лбу у коня, в котором требуется не препятствовать его движению. Обуздав жеребца, он вместе со своим братом Кушей бросает вызов армии и одерживает над ней победу. Признав в них сыновей Рамы, Хануман отсылает двух братьев в Айодхью, где они примиряются со своим отцом, который принимает Ситу назад во дворец. Сита, однако, не желая продолжать жить, поглощается землёй. Ничего не говорится о том, была ли успешно завершена яджна, но после смерти Ситы Рама несколько раз повторно совершил её, используя для проведения церемонии золотую статую своей жены.

### Веды и Пураны
В «Брихадараньяка-упанишаде» (тексте, примыкающем к «Шатапатха-брахмане» и, возможно, являющимся древнейшей из Упанишад) описывается история сотворения мира в которой мритью «смерть» принимает облик лошади, а ашвамедха отождествляется с солнцем:
Тогда оно превратилось в коня (ашва), который увеличился в размерах (ашват), и стал пригоден для жертвы (медхья); именно поэтому жертвоприношение коня зовётся ашва-медха ... жрецы предложили принадлежавшего Праджапати освящённого коня как посвящение всем богам. Поистине, ашвамедха — это сверкающее и излучающее тепло солнце; его тело — год. Агни — жертвенный огонь; эти миры — его тела. Итак, их двое — жертвенный огонь и жертвоприношение коня. И опять же, они — одно божество: Смерть.
Согласно «Брахма-вайварта-пуране» (185.180) ашвамедха является одним из пяти действий, запрещённых в Кали-югу:
В век Кали запрещается совершать следующие пять действий: приносить в жертву коня, приносить в жертву корову, принимать санньясу, делать подношения мяса предкам и зачинать детей в лоне жены брата.
Согласно Пуранам, коней приносили в жертву не для того, чтобы их убить, а чтобы проверить правильность проведения обряда. При этом животное, принесённое в жертву огню, сразу же получало новое тело. Что касается нынешней эпохи Кали-юги, то сейчас приносить в жертву животных запрещено, потому что не осталось жрецов-брахманов, способных правильно проводить такие жертвоприношения.

## Праиндоевропейская религия
Во многих индоевропейских ветвях присутствуют свидетельства жертвоприношения коня, а сравнительная мифология показывает, что подобные жертвоприношения были частью праиндоевропейского ритуала. Ашвамедха является самым ярким сохранившимся свидетельством данной практики, но отдельные её элементы, присутствующие в латинской и кельтской традициях, позволили реконструировать некоторые общие атрибуты.
Галльское имя Эпомедуос происходит от *ek’wo-medhu- «конь+мёд», тогда как ашвамедха происходит либо от *ek’wo-mad-dho- «конь+напившийся» или *ek’wo-mey-dho- «конь+сила». В одном из эпизодов реконструированного мифа царь совокупляется с божественной лошадью и в результате рождаются божественные близнецы. Некоторые учёные, включая Эдгара Поломэ, рассматривают реконструкцию праиндоевропейского ритуала как неоправданную по причине большого различия между существовавшими традициями.

## Арья-самадж
В реформаторском движении «Арья-самадж» Даянанды Сарасвати, ашвамедха рассматривается как аллегория или ритуал, направленный на подключение к «внутреннему солнцу» (пране) человека. Даянанда в своём «Введении к комментариям к Ведам» («Introduction to the commentary on the Vedas») отверг классические средневековые комментарии к Ведам Саяны, Махидхары и Уваты как извращённые и «противоположные истинному смыслу Вед». Он представил совершенно символическую интерпретацию обряда: «Империя подобна коню, а её подданные — другим, более низшим животным».
Следуя Даянанде, «Арья-самадж» отрицает сам факт существования доведантического ритуала, утверждая, что само слово, означающее «жертвоприношение коня», не встречается в Самхитах. Свами Сатья Пракаш Сарасвати утверждает, что перечисляемые жертвенные животные являются такими же символическими как и список человеческих жертв в Пурушамедхе. Другие комментаторы допускают существование жертвоприношений, но отвергают представление о возлежании царицы с мёртвым конём.
«Всемирный гаятри паривар» начиная с 1991 года организует «современный вариант» ашвамедхи, при проведении которой вместо настоящего коня используется статуя. Согласно газете «Hinduism Today», в яджне, проведённой в период с 16 по 20 апреля 1994 года в Читракуте, Мадхья-Прадеш приняли участие миллионы людей. В подобных современных яджнах, совершаемых в контексте аллегорической интерпретации ритуала, животных не убивают и отсутствует сексуальная коннотация, а религиозными мотивациями выступают молитва, преодоление препятствий в жизни, победа над врагами, достижение процветания и благополучия, избавление от долгов и т. п.

## Критика
Самая ранняя дошедшая до нас критика ритуала принадлежит локаяте, атеистической школе индийской философии, которая проповедовала различные формы философского скептицизма и религиозного безразличия. Чарвака, основатель данной школы, цитируется в труде Мадхвачарьи «Сарва-даршана-санграха»:
Три автора Вед были шутами, мошенниками и демонами. Все известные изречения пандитов, все непристойные обряды жены царя и разного рода подарки жрецам в ашвамедхе были придуманы шутами, подобно тому как поедание плоти поощрялось орудующими ночью демонами.
Возможные зоофилия и некрофилия, являвшиеся частью ритуала, приводили в смятение первых учёных-переводчиков «Яджурведы». Ральф Гриффит (1899) отказался переводить ту часть текста, в которой описывался непристойный ритуал, утверждая, что «этого невозможно передать на европейском языке даже в полускрытой форме» (ссылаясь таким образом на другие примеры, в которых он описывает откровенные сцены на латинском, а не на английском). Артур Кит в своём переводе на английский 1914 года также пропустил эту часть текста.
Эта часть ритуала оскорбила чувства реформатора-далита и одного их авторов Индийской конституции Б. Р. Амбедкара, который часто упоминает ашвамедху в своих трудах как наглядный пример деградации брахманической культуры.